# Maristan di Granada
Il Maristan di Granada (in spagnolo Maristán de Granada) era un bimaristan (ospedale) a Granada, in Spagna. Fu costruito nel XIV secolo e demolito nel XIX secolo.

## Storia

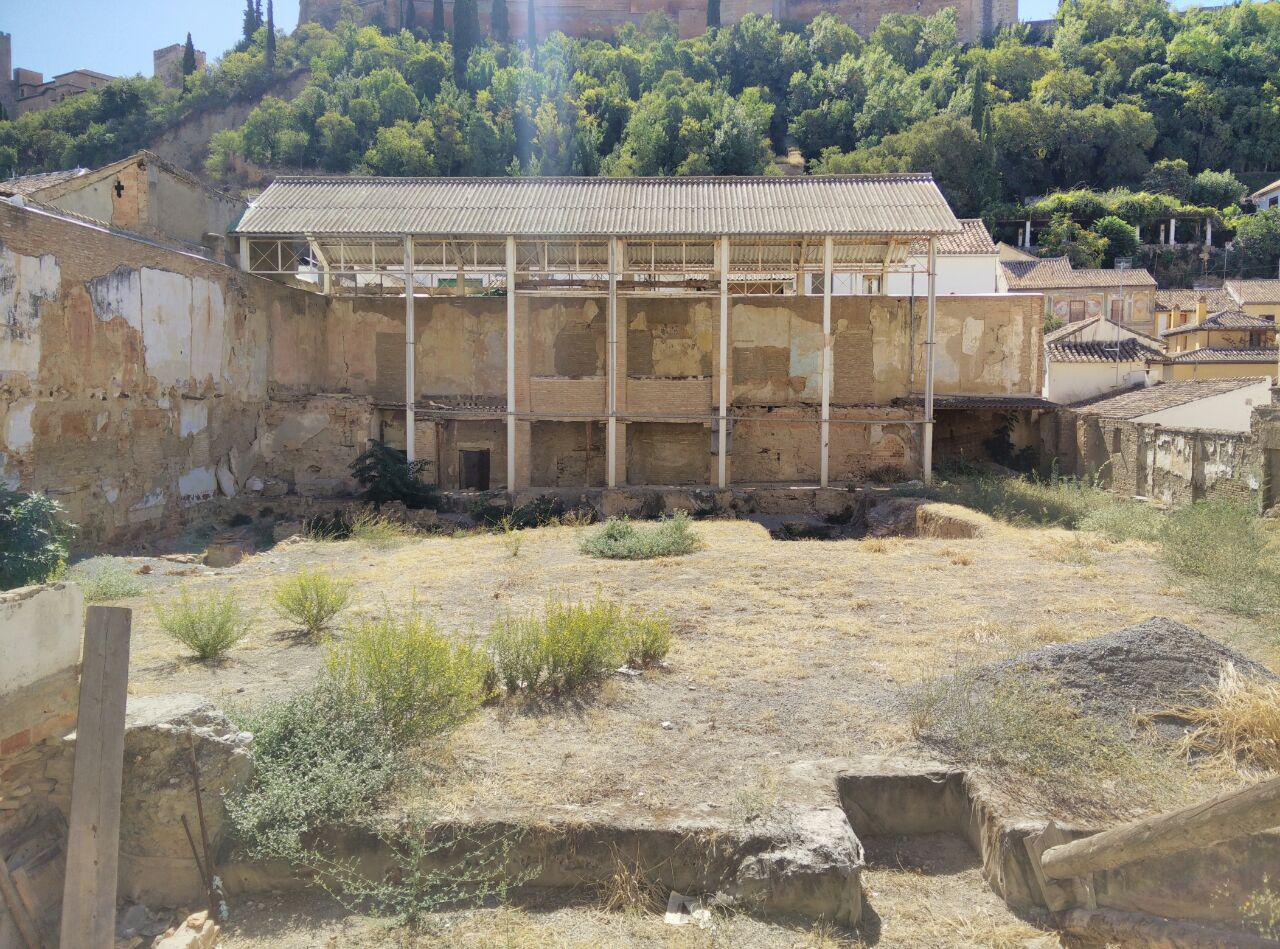
Rovine del Maristan oggi (foto del 2015)

I maristani o bimaristi erano l'equivalente storico degli ospedali nel mondo islamico, originati dapprima più a est e diffusi in Marocco e Al-Andalus tra il XII e il XIV secolo. Il Maristan di Granada potrebbe essere stato ispirato o influenzato da istituzioni simili fondate dai Marinidi in Marocco (ad esempio il Maristan di Sidi Fej del XIII secolo). Fu fondato dal sultano dei Nasridi Muhammad V nel 1365, e la costruzione terminò nel 1367. Si trovava nel quartiere inferiore di Albaicin, sulla riva nord del fiume Darro, vicino ai bagni dell'XI secolo noti come Hammam al-Yawza (oggi El Bañuelo). Come altri maristani della regione, era particolarmente noto per il trattamento della malattia mentale, sebbene il suo obiettivo originale potrebbe essere stato più generale e solo lentamente poi specializzatosi come asilo per i malati di mente. Era uno dei primi ospedali in Europa che si prendeva cura dei malati di mente, con istituzioni comparabili nella Spagna cristiana che apparvero solo all'inizio del XV secolo con la fondazione dell'Ospedale di Nostra Signora Maria degli Innocenti a Valencia, il primo ospedale psichiatrico in Europa.

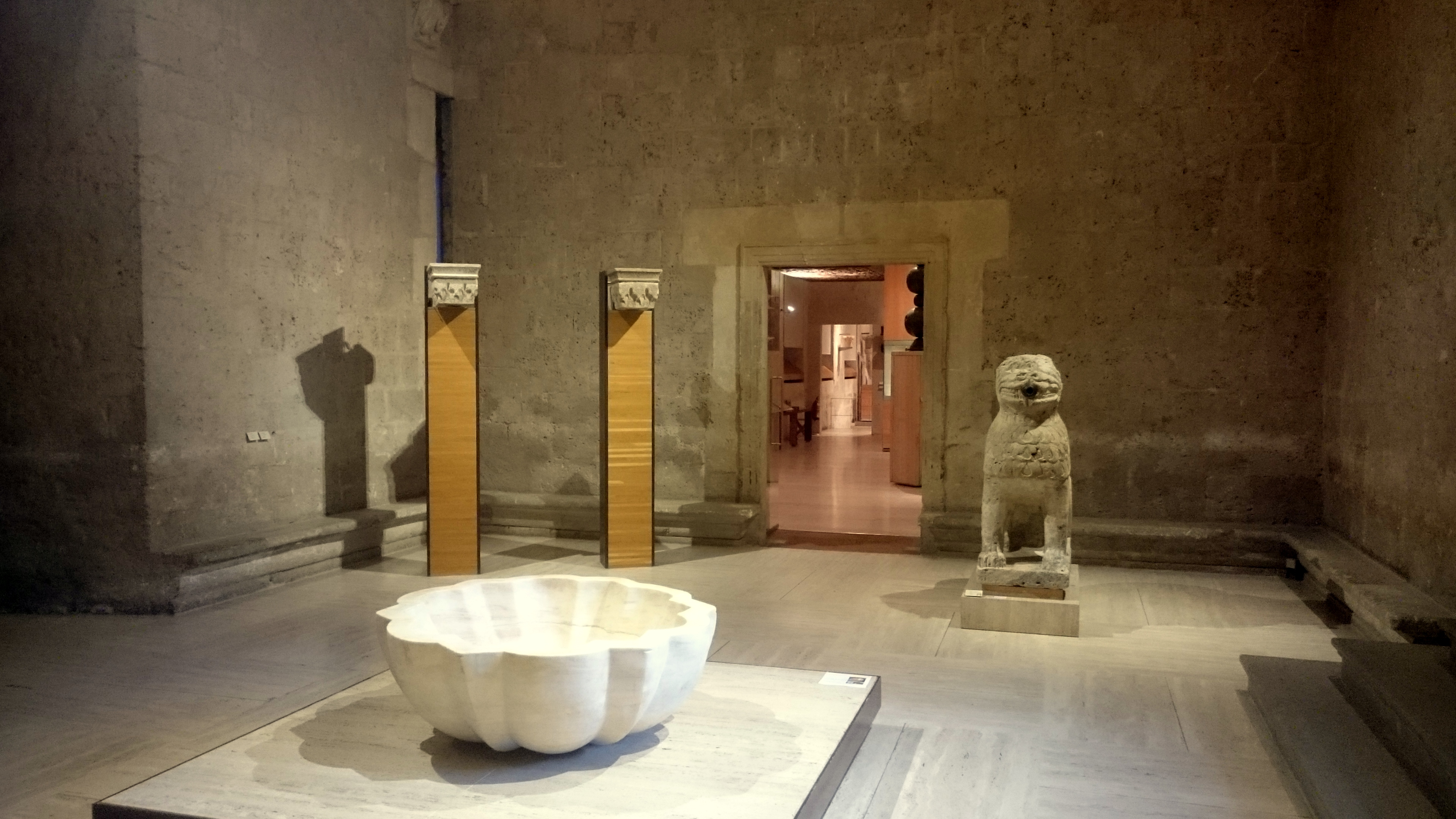
Una delle fontane dei leoni di pietra del Maristan (a destra), oggi esposta al Museo dell'Alhambra

Dopo la fine del dominio musulmano a Granada e in Spagna, alla fine del XV secolo, l'edificio fu convertito per altri usi. Nel XVI secolo divenne una zecca (Casa de la Moneda). Nel XIX secolo l'edificio era in rovina e alla fine fu demolito quasi interamente nel 1843, con ulteriori demolizioni finali nel 1984. Dopo la demolizione, le fontane dei leoni di pietra del Maristan sono state spostate nel Palazzo Partal presso la vicina Alhambra, dove sono rimaste per decenni fino a quando non sono state restaurate e trasferite nuovamente al Museo dell'Alhambra, dove sono ora esposte insieme all'iscrizione della fondazione del Maristan. Ci sono state recenti proposte per trasformare il sito del Maristan in un parco archeologico.

## Architettura
La disposizione e la forma dell'edificio sono note grazie alle piante e ai disegni del XIX secolo realizzati da Francisco Enríquez Ferrer e Jules Gailhabaud, nonché grazie alle moderne indagini archeologiche. Molti dei suoi elementi avevano somiglianze con il caravanserraglio dell'era nasride noto oggi come Corral del Carbón.
La struttura aveva una pianta rettangolare di 38 metri per 26,5 ed era costruita in mattoni e ricoperta di intonaco. Consisteva in un cortile centrale con quattro lunghi saloni rettangolari situati lungo i lati, a loro volta suddivisi in tanti piccoli ambienti, e quattro saloni quadrati agli angoli con scale che conducevano ad un secondo livello con disposizione simile. Il cortile misurava 26 metri per 15 ed era circondato da un portico o da una galleria. Al centro del cortile c'era una lunga vasca rettangolare con due fontane di pietra a forma di leone che si ergevano sui lati più lunghi. Mentre le piscine centrali erano una caratteristica regolare dell'architettura moresca in quel periodo, la presenza di scale che scendono nella piscina suggerisce che potrebbe essere stata utilizzata per bagni terapeutici. A giudicare dai frammenti scavati in loco, l'interno dell'edificio era un tempo decorato con piastrelle, stucchi intagliati e marmo. I leoni di pietra, ora conservati al Museo dell'Alhambra, sono realizzati in marmo di colore scuro e rappresentano un'immagine stilizzata piuttosto che realistica dei leoni.
L'esterno dell'edificio aveva una facciata simmetrica con un portale d'ingresso riccamente decorato. Al di sopra delle doppie porte lignee si trovava un insieme decorativo, che iniziava in basso con un architrave ricoperto di ornamenti geometrici scolpiti nei mattoni, al di sopra della quale era una nicchia a forma di arco a ferro di cavallo a punta che era a sua volta incorniciata da un motivo ad arco polilobato e circondata da motivi di arabeschi vegetali. La nicchia ad arco era decorata con la lunga iscrizione delle fondamenta dell'edificio scolpita nella pietra con lettere arabe dipinte in oro su sfondo turchese. Anche questo pannello in pietra con iscrizione è oggi conservato al Museo dell'Alhambra.